# Cessna 208
Die Cessna 208 Caravan ist ein einmotoriges Turboprop-Passagier- und Frachtflugzeug (Zubringerflugzeug) des US-amerikanischen Herstellers Textron Aviation ohne Druckkabine.

## Geschichte
Die Entwicklungsarbeiten begannen in den frühen 1980er Jahren und am 9. Dezember 1982 flog der erste Prototyp. Die FAA-Zulassung erfolgte im Oktober 1984, Kundenlieferungen ab Februar 1985. Im Oktober 1998 wurde die 1000. Maschine an Tropic Air ausgeliefert.

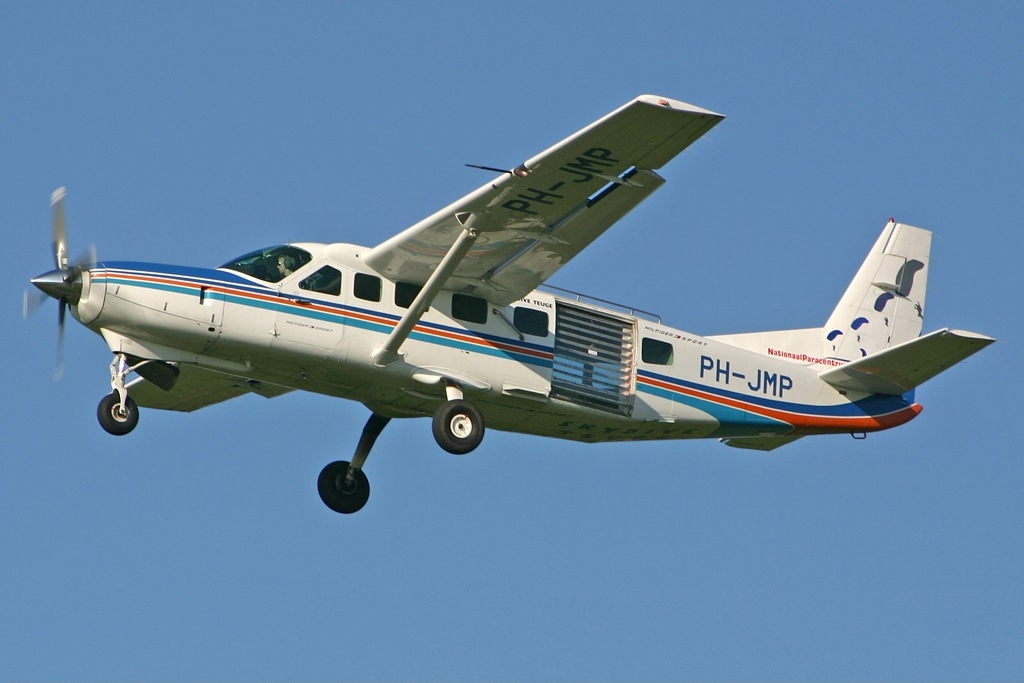
Cessna 208B Grand Caravan

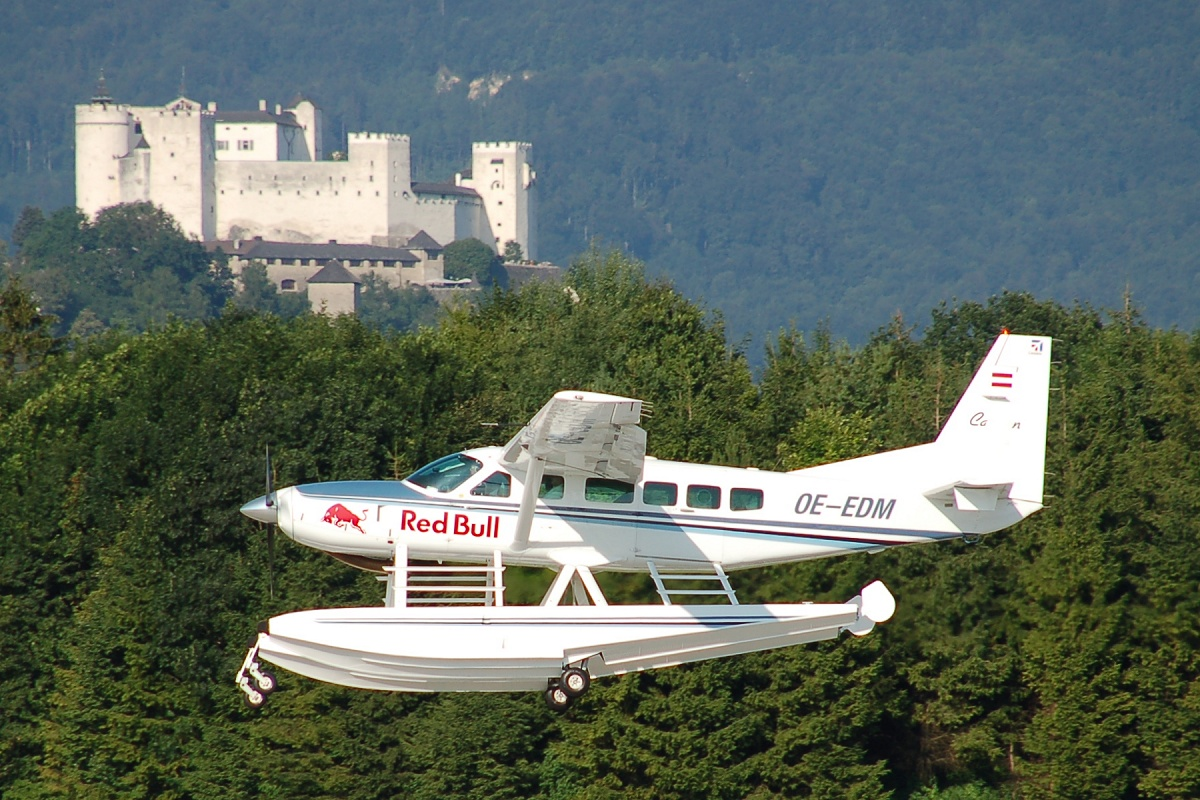
Cessna 208 Amphibian

Die großen Räder der 208 erlauben auch Starts und Landungen auf unbefestigten Pisten. Die um 1,22 Meter verlängerten Versionen 208B Super Cargomaster (Erstflug 1986) und 208B Grand Caravan (Erstflug 1990) bieten einer größeren Menge Fracht bzw. bis zu 14 Passagieren Platz (Caravan: 9 Passagiere). Die Frachtversionen Cargomaster (40 Stück gebaut) und Super Cargomaster (260 Stück gebaut) können 1587 kg (Cargomaster) bzw. 1933 kg (Super Cargomaster) Fracht befördern. (Hinweis: Den Namen der Variante „Cargomaster“ trägt auch ein schweres viermotoriges Transportflugzeug von Douglas; siehe Douglas C-133.) Die Super- und Grandversionen wurden mit dem stärkeren Pratt & Whitney Canada PT6A-114A-Triebwerk ausgerüstet. Das Frachtunternehmen FedEx betreibt in Nord- und Mittelamerika eine Flotte von 309 Flugzeugen dieser Muster (Stand Ende 2008). Ab 1997 ersetzte die 208-675 die Standardversion, welche ebenfalls den stärkeren Antrieb erhielt. Der Hersteller Soloy bietet einen Umbau der 208 mit zwei PT6D-114A-Turbinen an, die zusammen 991 kW Leistung liefern und gemeinsam den Propeller antreiben. Diese um 1,8 m verlängerte Version wird als Pathfinder 21 bezeichnet und hatte 1995 ihren Erstflug. Die Zulassung erhielt sie 1997.
Die Militärversion U-27A (in Brasilien als C-98 bezeichnet) dient bei vielen Luftstreitkräften als Truppentransporter sowie als Ambulanz-, Fracht- und Zubringerflugzeug. Außerdem gibt es eine Variante als Wasserflugzeug (Amphibian). Als AC-208 sind seit Anfang 2009 insgesamt elf Maschinen als Kampfflugzeug in Iraks Luftstreitkräften im Einsatz. Diese sind mit dem beweglichen STAR-Sensorsystem (TV und IR) unter dem Rumpf und teilweise (AC-208B) mit Hellfire-Raketen unter den Flügeln sowie Radarwarnempfängern ausgerüstet. Drei AC-208B werden bei der 6th Special Operations Squadron der USAF unter der Bezeichnung Combat Caravan eingesetzt.

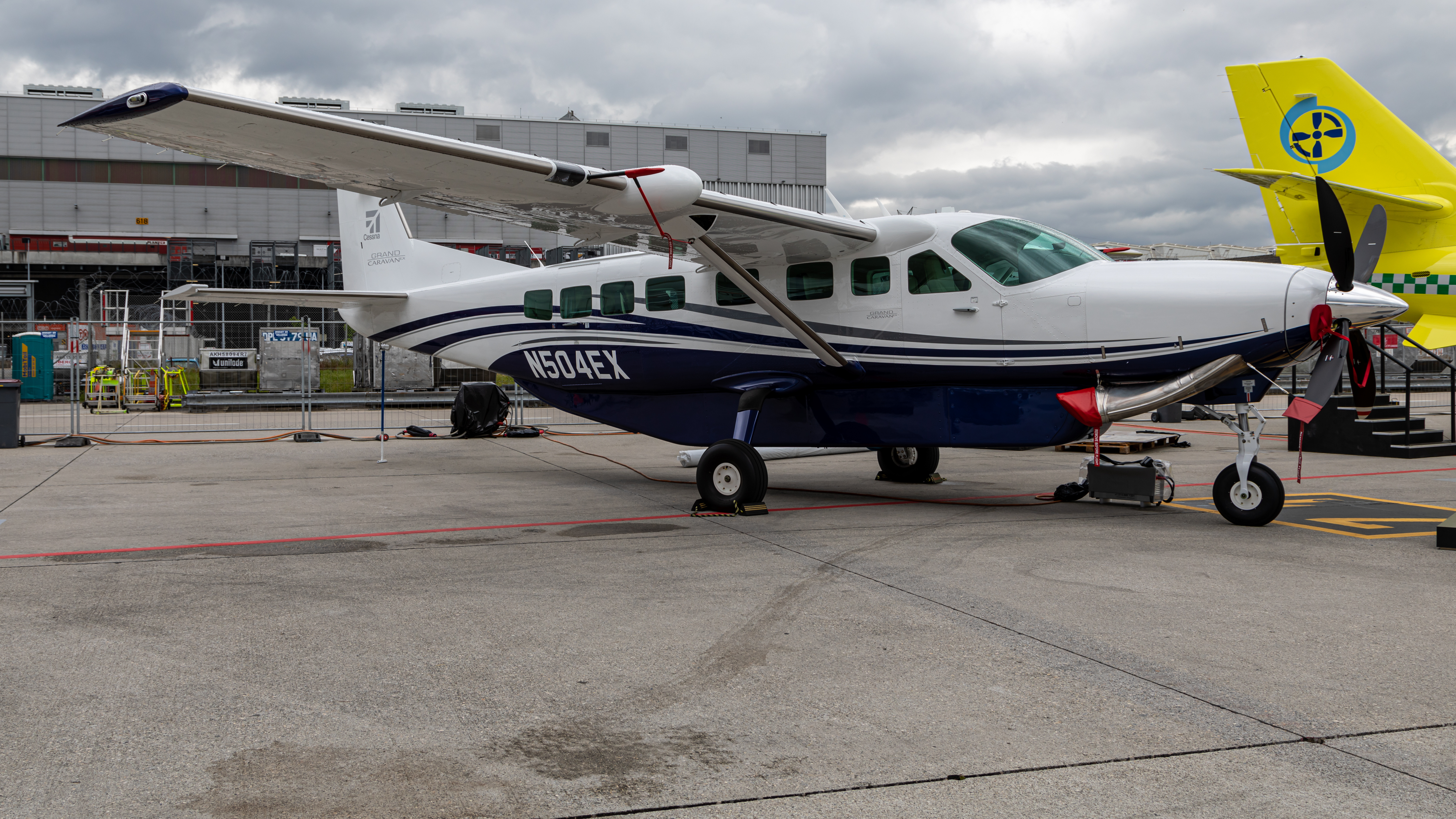
Jüngste Version: Grand Caravan EX mit Belly-Pod

Am 28. Mai 2020 startete die eCaravan zum Erstflug. Dabei handelt es sich um eine Caravan, die mit einem elektrischen magni500-Motor von Magnix mit 750 PS (560 kW) Leistung ausgerüstet ist. Die eCaravan ist zurzeit das größte vollelektrisch fliegende Flugzeug der Welt.

## Militärische Nutzer

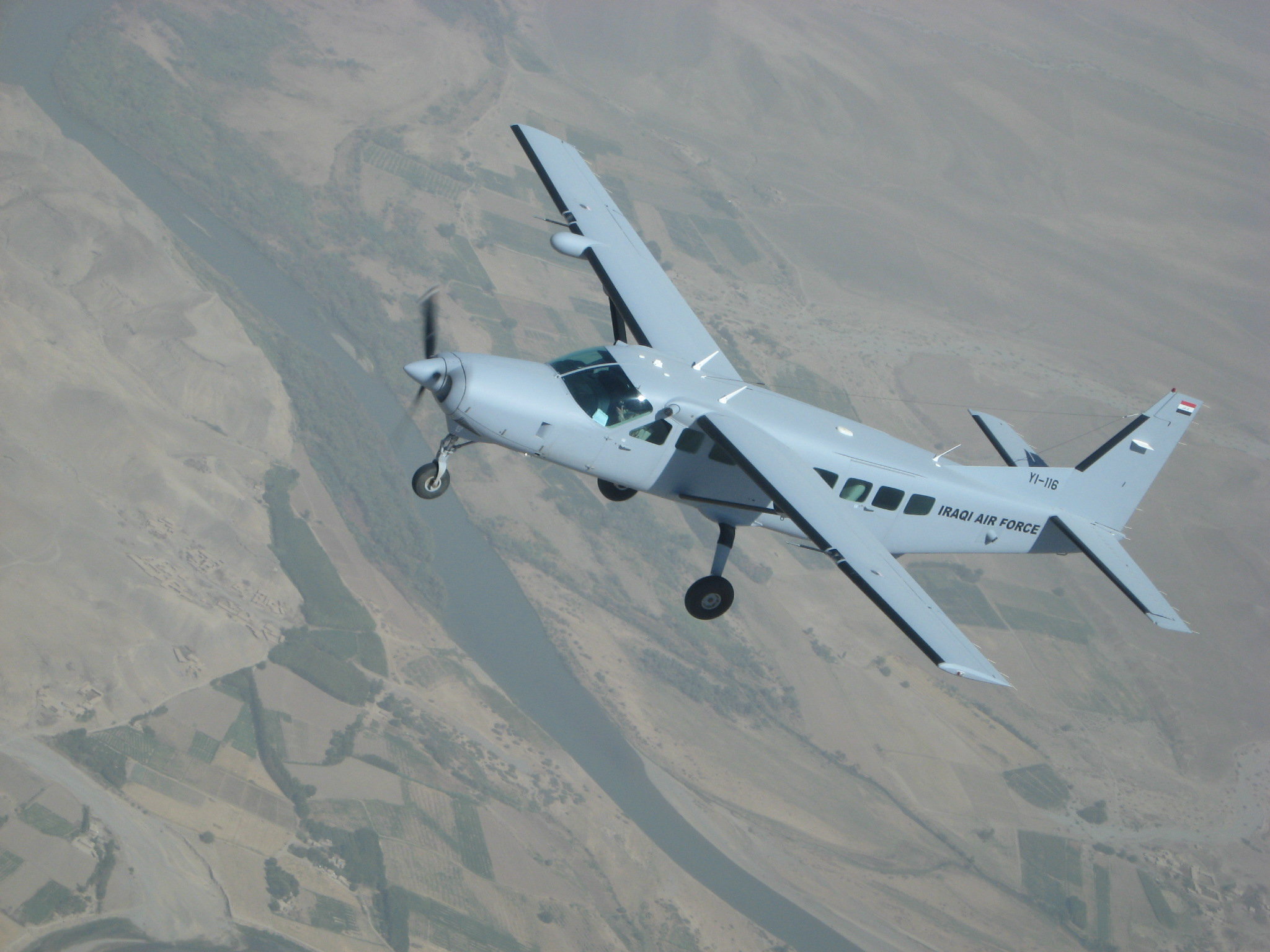
Eine Cessna 208B Grand Caravan der Irakischen Luftwaffe über Irak auf einem Trainingsflug

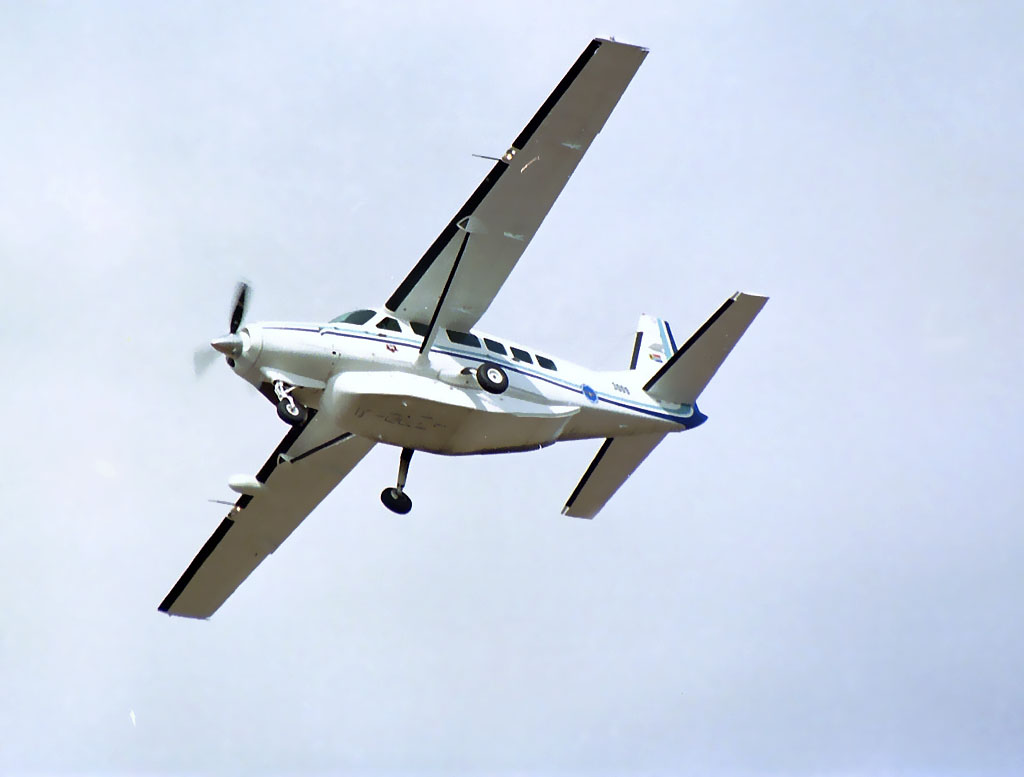
Caravan I der South African Air Force mit Belly-Pod

- Afghanistan
- Argentinien (Heer)
- Bahamas
- Bangladesch (Heer)
- Brasilien
- Chile (Heer)
- Dschibuti
- Elfenbeinküste
- Guatemala
- Honduras
- Irak
- Jemen
- Jordanien
- Kamerun
- Kenia
- Kolumbien (Luftwaffe, Heer, Marine)
- Libanon
- Liberia
- Mali
- Mauretanien
- Mexiko
- Niger
- Pakistan (Heer)
- Paraguay
- Peru (Heer)
- Philippinen
- Ruanda
- Südafrika
- Tschad
- Uganda
- Vereinigte Staaten (Heer)
- Venezuela (Heer, Marine)
- Vereinigte Arabische Emirate

## Zwischenfälle
Vom Erstflug 1982 bis Dezember 2024 kam es mit Cessna 208 zu 215 Totalschäden von Flugzeugen. Dabei kamen insgesamt 553 Menschen ums Leben. Beispiele:
- Am 29. September 1985 kam es an einer mit Fallschirmspringern vollbesetzten US-amerikanischen Cessna 208 (Luftfahrzeugkennzeichen N551CC) kurz nach dem Start bei Jenkinsburg, Georgia zu einem Triebwerksausfall. Die Maschine stürzte aus einer Höhe von 300 Fuß trudelnd zu Boden. Alle 17 Insassen kamen dabei ums Leben. Bei der Unfalluntersuchung wurden erhebliche Mengen an Wasser im Treibstoff gefunden, was auf eine unsachgemäße Lagerung der Kraftstoffbehälter zurückgeführt wurde, aus denen die Maschine betankt wurde. Außerdem wurde ein Überschreiten des maximalen Startgewichts und eine falsche Gewichtsverteilung in der Maschine festgestellt. Beim Stand vom Mai 2023 handelt es sich um den schwersten Zwischenfall mit einer Cessna 208 (siehe auch Flugunfall bei Jenkinsburg).[9]

- Am 4. März 1997 verunglückte eine in Hamilton gestartete Cessna 208B Super Cargomaster der kanadischen Air Georgian (C-FESJ) während des Anflugs auf den Flughafen Barrie-Orillia Lake Simcoe (Ontario). Der Pilot, einziger Insasse auf dem Frachtflug, kam ums Leben. Das Flugzeug konnte repariert werden.[10]

- Am 18. Januar 1999 verunglückte eine Cessna 208A Caravan I der nepalesischen Necon Air (9N-ADA) unterwegs nach Nepalganj. Nach dem Start vom Flughafen Jumla kam es in rund 140 Metern Höhe zu einem Strömungsabriss, da die Piloten entgegen der Checkliste mit voll ausgefahrenen Landeklappen starteten. Die Cessna stürzte ab und fing Feuer, welches der Flughafentower nicht löschen konnte, weil dessen einziger Feuerlöscher noch original verpackt war. Von den 12 Insassen starben 4 Passagiere und einer der beiden Piloten (siehe auch Flugunfall einer Cessna 208 der Necon Air).[11]

- Am 10. Oktober 2001 verunglückte eine Cessna 208 der US-amerikanischen PenAir (N9530F), unterwegs von Dillingham (Alaska) nach King Salmon, kurz nach dem Start wegen Vereisung. Alle zehn Personen an Bord des Flugzeuges starben (siehe auch PenAir-Flug 350).[12]

- Am 11. September 2003 stürzte eine Cessna 208B Grand Caravan der kanadischen Wasaya Airways (C-FKAB) beim Landeanflug auf den Flugplatz von Summer Beaver (Ontario) ab. Zeugen beobachteten, wie das Flugzeug während des nächtlichen Landeanflugs plötzlich senkrecht in den Boden flog. Alle acht Insassen starben.[13][14]

- Am 17. Januar 2004 stürzte eine Cessna 208B Grand Caravan der kanadischen Georgian Express (C-FAGA) kurz nach dem Start von der Insel Pelee zu einem Flug nach Windsor auf die vereiste Oberfläche des Eriesees. Unfallursachen waren vereiste Tragflächen und eine Überladung um 576 kg (15 Prozent). Nach dem Einfahren der Auftriebshilfen kam es daraufhin zum Strömungsabriss. Bei dem Unfall wurden alle zehn Personen an Bord getötet (siehe auch Georgian-Express-Flug 126).[15]

- Am 5. Juli 2007 stürzte eine US-amerikanische Cessna 208B Grand Caravan (N208EC) beim Anflug auf den Flugplatz Connemara (Irland) aufgrund rauer Wetterbedingungen ab, wobei zwei Menschen getötet und sieben verletzt wurden. Das Charterflugzeug kehrte von einem Tagesausflug nach Inis Meáin zurück.[16]

- Am 7. Oktober 2007 stürzte eine mit neun Fallschirmspringern und einem Piloten besetzte Cessna 208B Grand Caravan (N430A) auf dem Flug von Star (Idaho) zum Shelton-Sanderson Field (Bundesstaat Washington) in der unbesiedelten Wildnis ab. Der Pilot, der nur eine Lizenz für Sichtflüge besaß, war in eine Zone mit schwierigen Wetterverhältnissen eingeflogen, welche einen Instrumentenflug erfordert hätten. Aufgrund des Fluges in großer Höhe mit der Maschine ohne Druckkabine und ohne Sauerstoffgeräte an Bord habe er vermutlich einen Sauerstoffmangel erlitten und beim Flug von Ausweichmanövern um die Schlechtwetterfront aufgrund einer partiellen Handlungsunfähigkeit die Fluggeschwindigkeit nicht beachtet, woraufhin es zum Strömungsabriss kam. Alle zehn Insassen der Maschine starben (siehe auch Flugunfall der Kapowsin Air Sports 2007).

- Am 4. Oktober 2011 wurde eine Cessna 208B Grand Caravan der kanadischen Air Tindi (C-GATV) nahe dem Großen Sklavensee in ansteigendes Gelände geflogen. Das Flugzeug befand sich auf dem Weg von Yellowknife nach Łutselk'e (Nordwest-Territorien) und wurde unter Sichtflugregeln geflogen. Aufgrund einer niedrigen Wolkendecke befand sich die Maschine während des gesamten Fluges nicht über einer Höhe von 200 Metern. Unfallursachen waren ein Controlled flight into terrain (CFIT) und Cannabinoide im Blut des Kapitäns. Von den vier Insassen kamen zwei ums Leben, der Kapitän und einer der Passagiere (siehe auch Air-Tindi-Flug 200).[17][18]

- Am 11. Dezember 2015 stürzte eine Cessna 208B Grand Caravan der kanadischen Wasaya Airways (C-FKDL) ab. Das Flugzeug befand sich auf dem Weg von Pickle Lake nach Wapekeka (beides Ontario), als die Maschine mit Bäumen kollidierte und abstürzte. Als Absturzursache wurden unter anderem schlechte Wetterbedingungen genannt, diese führten zur Vereisung des Flugzeugs. Der einzige Insasse dieses Frachtfluges kam ums Leben.[19][20]

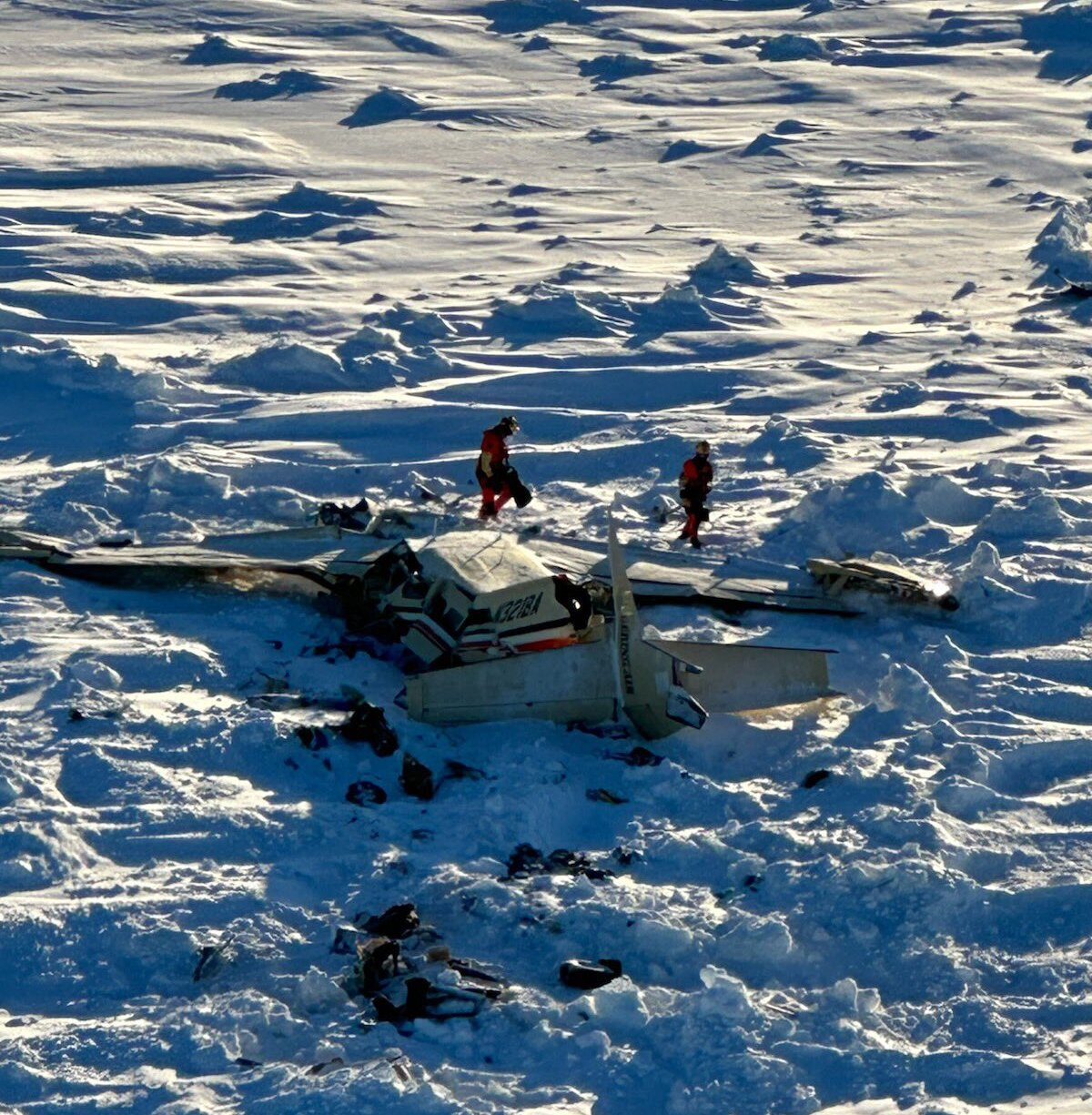
Wrack der im Februar 2025 verunglückten Cessna 208 der Bering Air

- Am 31. Dezember 2017 wurde eine Cessna 208B Grand Caravan der costa-ricanischen Nature Air (TI-BEI) in einer bergigen Gegend nahe der Küstenstadt Punta Islita (Costa Rica) in einen Hügel geflogen und brannte aus. Alle 12 Insassen, darunter 10 ausländische Touristen kamen ums Leben (siehe auch Nature-Air-Flug 9916).[21][22]

- Am 11. September 2019 stürzte eine Cessna 208 Caravan I (D-FIDI), betrieben von der Firma GoJump, in der Nähe von Zehdenick in Brandenburg aus bisher ungeklärter Ursache während des Landeanfluges auf ein Feld. Das Flugzeug war von dem in der Nähe befindlichen Flugplatz Gransee gestartet, der als Basis für kommerzielle Fallschirmsprünge dient. Auf dem Flug befanden sich 14 Fallschirmspringer und der Pilot in der Maschine; die Sportler hatten das Flugzeug vor dem Absturz planmäßig verlassen, der Pilot starb. Nach den amtlichen Untersuchungsergebnissen flog der Pilot im Landeanflug ohne erkennbare Veranlassung wenige Meter über Grund mit hoher Geschwindigkeit enge Kurven und berührte dabei mit einer Tragfläche den Boden.[23][24]

- Am 6. Februar 2025 verunfallte eine Cessna 208B Grand Caravan (N321BA) der Bering Air auf dem Flug 8E445 von Unalakleet nach Nome ca. 55 km vor dem Ziel mit zehn Insassen über dem Norton Sound (Alaska, USA). Es gab keine Überlebenden.[25][26][27]

## Technische Daten

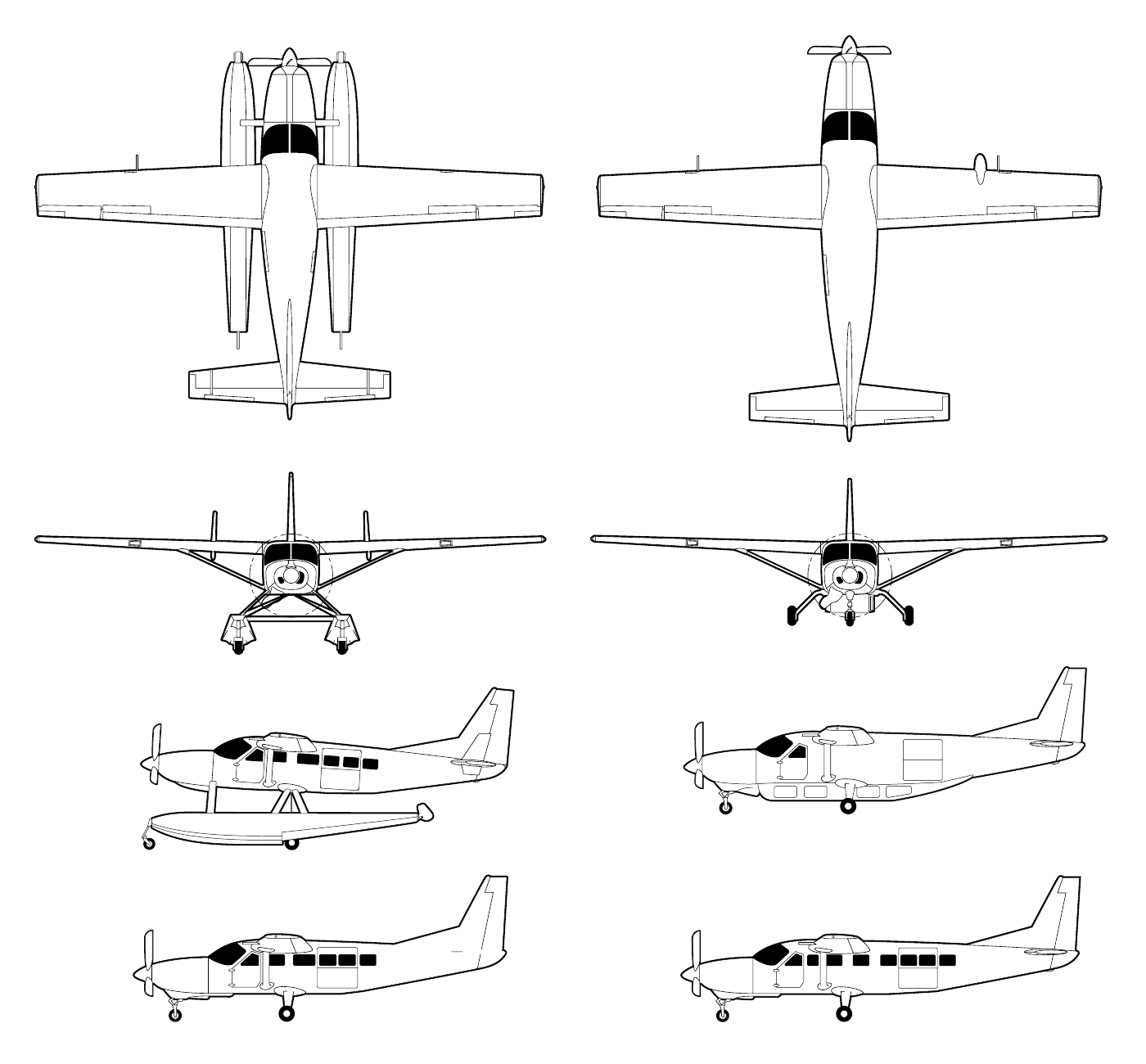
Cessna 208 Caravan

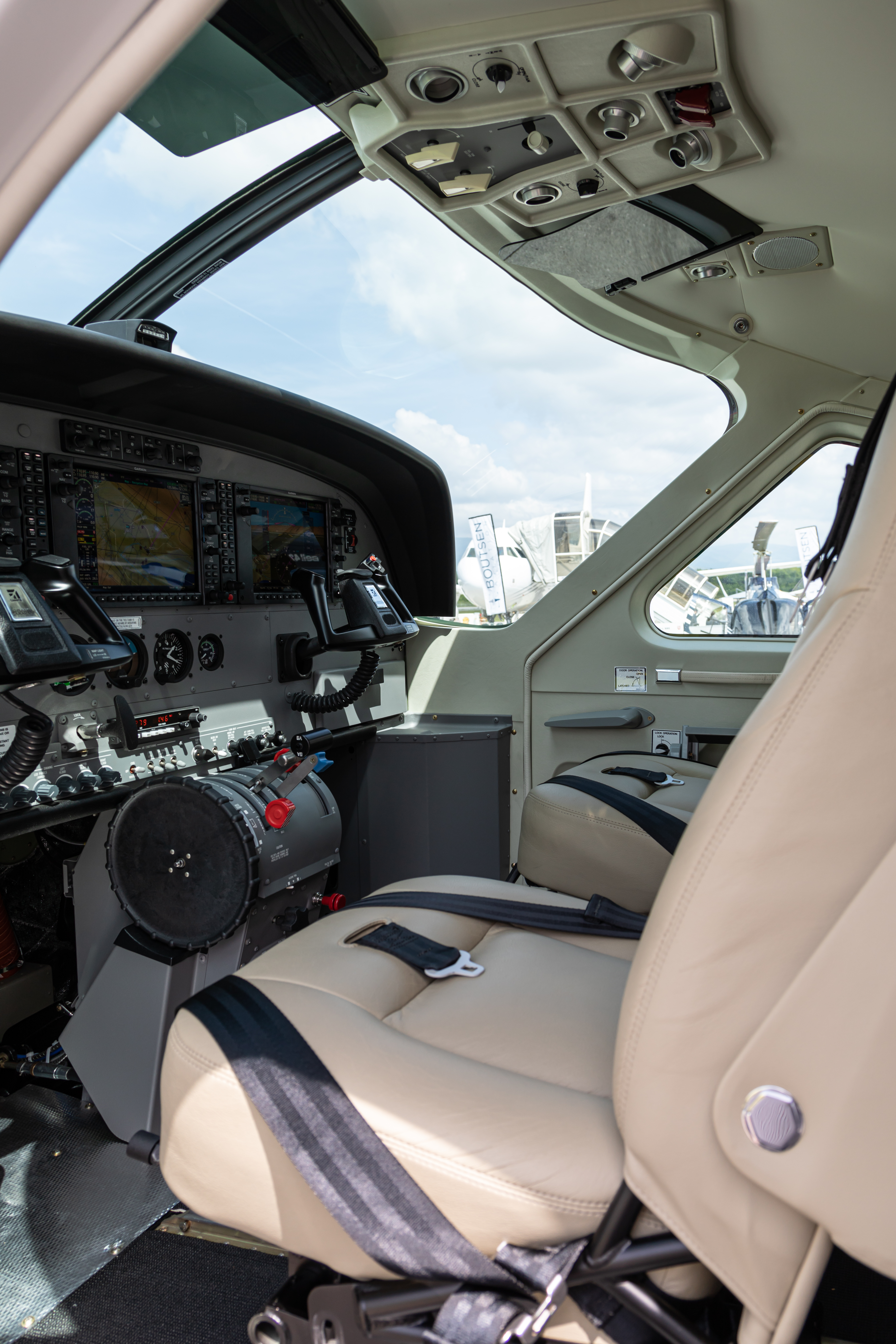
Blick ins Cockpit einer 208B

| Kenngröße                                   | Caravan | Grand Caravan                                                                                               | Grand Caravan EX                                                                      |
| ------------------------------------------- | --- | --- | ------------------------------------------------------------------------------------- |
| Besatzung                                   | 1 | 1 | 1                                                                                     |
| Passagiere                                  | 9 | 14 | 14                                                                                    |
| Länge                                       | 11,46 m | 12,67 m | 12,67 m                                                                               |
| Spannweite                                  | 15,88 m | 15,88 m | 15,88 m                                                                               |
| Höhe                                        | 4,32 m | 4,32 m | 4,7 m                                                                                 |
| Kabinengröße h; b; l                        | 1,37 m; 1,63 m; 3,88 m                                                                                     | 1,37 m; 1,63 m; 5,10 m                                                                                      | 1,37 m; 1,63 m; 6,50 m                                                                |
| Flügelfläche                                | 26 m² | 26 m² | 26 m²                                                                                 |
| Flügelstreckung                             | 9,7 | 9,7 | 9,7                                                                                   |
| Nutzlast                                    | 1360 kg | 1587 kg | 1602 kg                                                                               |
| Leermasse                                   | 1725 kg | 2250 kg | 2409 kg                                                                               |
| max. Startmasse                             | 3310 kg | 3970 kg | 3995 kg                                                                               |
| max. Reisegeschwindigkeit                   | 340 km/h (in 3000 m Höhe) 295 km/h (in 6000 m Höhe)                                                        | 337 km/h (in 3000 m Höhe) 295 km/h (in 6000 m Höhe)                                                         | 343 km/h                                                                              |
| Höchstgeschwindigkeit                       | 344 km/h                                                                                                   | 341 km/h |                                                                                       |
| Dienstgipfelhöhe                            | 7620 m | 7620 m | 7620 m                                                                                |
| Reichweite mit vollen Tanks und ohne Ladung | 1797 km | 1667 km |                                                                                       |
| Triebwerke                                  | 1 × Pratt & Whitney Canada PT6A-114 mit 450 kW (600 PS) und 3-blättrigem, verstellbarem Hartzell-Propeller | 1 × Pratt & Whitney Canada PT6A-114A mit 505 kW (675 PS) und 3-blättrigem, verstellbarem Hartzell-Propeller | 1 × Pratt & Whitney PT6A-140 mit 647 kW (867 PS) und 4-blättrigem Aluminium-Propeller |
| Listenpreis                                 | 2 Mio. US-Dollar                                                                                           | 2,5 Mio. US-Dollar                                                                                          |                                                                                       |

## Vergleichbare Muster
- Daher Kodiak 100
- PAC P-750 XSTOL
- Gippsland GA-8
- Gavilán G358